# 任明辉
任明辉，中华人民共和国卫生官员。2016年起，任世界卫生组织助理总干事。

## 生平
任明辉1987年7月毕业于西安医科大学医疗系，获医学学士学位。1993年6月毕业于美国哈佛大学公共卫生学院，获公共卫生硕士学位。2008年6月北京大学医学部卫生政策与管理学系博士毕业，获社会医学与卫生事业管理专业医学博士学位。

### 卫生工作
1987年，任明辉进入中国卫生部工作，历任政策法规司政策研究处、医疗保险处副处长、卫生部办公厅部长秘书等职。2001年1月起，担任卫生部国际合作司副司长。2008年4月起，任国际合作司司长。2016年1月4日，被任命为世界卫生组织助理总干事，负责艾滋病毒/艾滋病、结核病、疟疾和被忽视的热带病事务。

## 荣誉

### 外国勋章奖章
- 国家功绩骑士勋章（法国，2015年12月12日颁发[3]）